# Höhenfeuer
Höhenfeuer es una película dramática suiza-alemana de 1985 dirigida por el cineasta suizo Fredi M. Murer. Es su película suiza más conocida y la segunda más exitosa de la década de 1980.
En imágenes lentas y poderosas y con diálogos breves, Murer cuenta la historia de una familia que vive aislada, cuya consistencia recuerda a una tragedia griega.
La película fue votada repetidamente como la mejor película suiza "de todos los tiempos".

## Argumento
Una familia vive en una remota granja de montaña en el centro de Suiza: el padre, la madre, la hija Belli y su hijo, que es sordo de nacimiento y en la película solo se llama "Bueb", que significa "niño" en alemán de suiza. A Belli le hubiera gustado ser maestra, pero tiene que enseñarle a su hermano. Los padres de la madre viven en el lado opuesto del valle y se comunican con binoculares y un sencillo sistema de señas. No hay vecinos.
Como castigo por un acto cometido en un estado de ánimo juvenil, el padre destierra al hijo a una montaña a gran altura, que expande en su propio reino. Cuando su hermana lo visita allí, se vuelven amantes.
El niño vuelve al patio, busca y vuelve a encontrar la presencia de su hermana. Cuando se hizo evidente el embarazo de Belli, sobrevino la catástrofe: el padre estaba fuera de sí de rabia, tomó su escopeta y la cargó con dos cartuchos. La madre se interpone protectoramente entre él y Belli. De repente, el hijo viene por detrás y tira al padre al suelo. En la pelea, se dispara un tiro que mata al padre. Inmediatamente después, la madre se derrumba y muere. Belli y su hermano sordo colocan a sus padres muertos en una tumba en la nieve, cuelgan una sábana ennegrecida por el hollín frente a la casa como mensaje para los abuelos, hacen la cama de los padres y hacen el trabajo en la granja que ha quedado como mismo durante siglos.

## Respuesta crítica
«Una película etnológicamente precisa que describe la vida cotidiana de los agricultores de montaña de una manera sensible e impactante, alejada de cualquier postal idílica.» (Filmdienst).
«La irritación de no poder hacer justicia a esta existencia entre las montañas herméticas con el conocimiento y la sabiduría de una vida segura de sí misma constituye la dimensión asombrosa de la película.» (Franz Everschor).
Die Welt (1 de febrero de 1986) caracteriza la película como una historia sobre "la vida sin palabras en las montañas", y el Frankfurter Allgemeine Zeitung en febrero de 1986, Murer "difuminó la línea entre el cine experimental y el largometraje con un golpe de genialidad." .

## Interpretación del autor
Murer hace una referencia a la tragedia antigua. También siempre "borró el cielo, cortó los picos de las montañas" y, por lo tanto, se opuso a la "actitud de la imagen del chocolate". En una sola toma, la granja se eleva como una isla de un mar de nubes, a lo que Murer dice que "esta historia podría suceder en cualquier lugar entre Islandia y Japón".

## Reconocimientos
- Höhenfeuer recibió el Leopardo de Oro y el Premio del Jurado Ecuménico en el Festival Internacional de Cine de Locarno de 1985.
- Höhenfeuer se mostró en 14 países y fue un gran éxito, especialmente en Japón.
- Höhenfeuer fue la entrada suiza para el Premio Óscar del añó 1986 a la Mejor Película en Lengua Extranjera.